# 马拉巴凤头百灵
马拉巴凤头百灵（学名：Galerida malabarica），是百灵科凤头百灵属的一种，为印度的特有种。该物种的保护状况被评为无危。
马拉巴凤头百灵的平均体重约为37.5克。栖息地包括亚热带或热带的（低地）干草原、亚热带或热带严重退化的前森林、耕地、亚热带或热带的（低地）干燥疏灌丛和牧草地。